# Gaia Wise

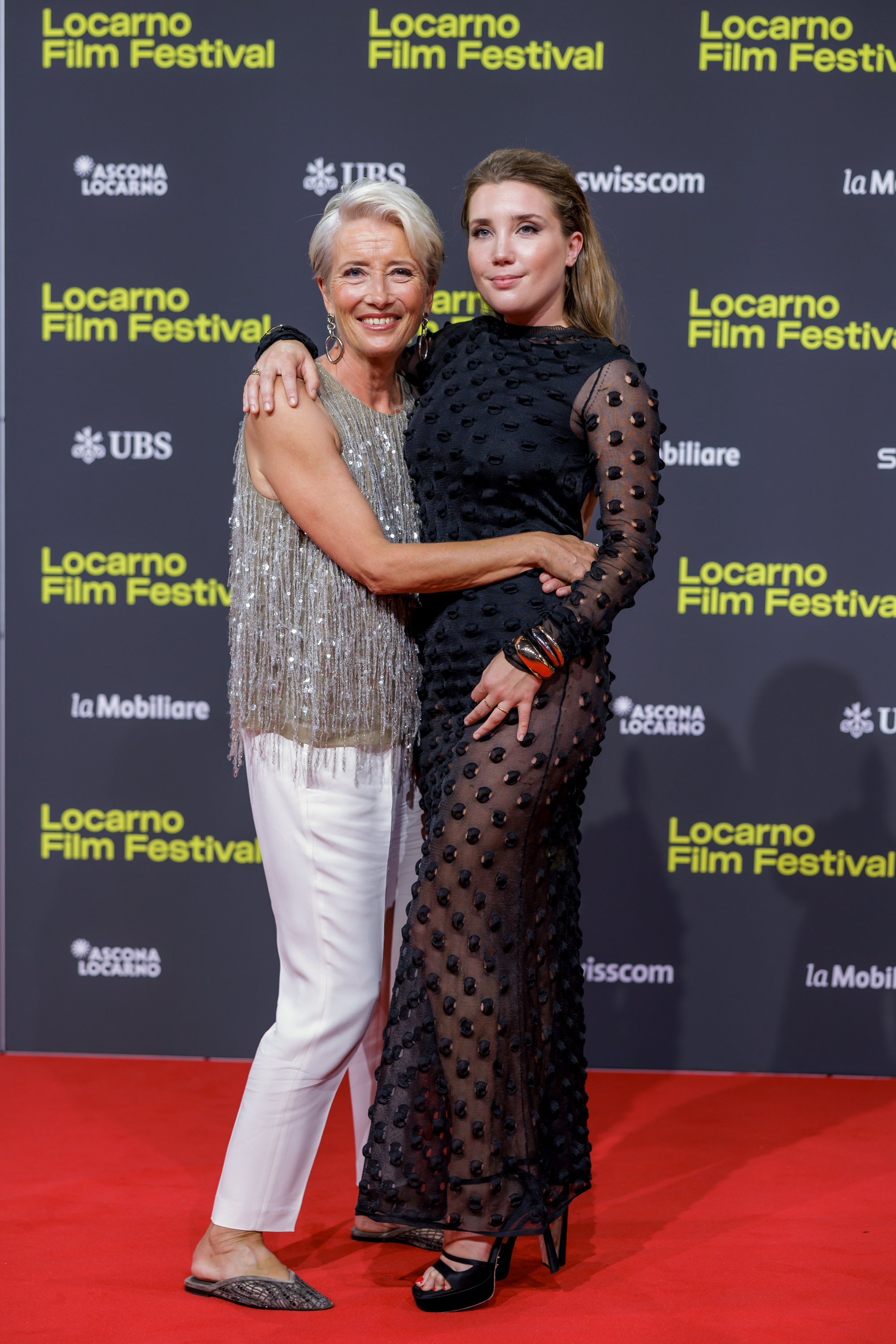
Gaia Wise (rechts) mit ihrer Mutter Emma Thompson am Locarno Film Festival 2025

Gaia Romilly Wise (* 4. Dezember 1999 in England) ist eine britische Schauspielerin und Synchronsprecherin.

## Leben
Gaia Wise wurde als Tochter des Schauspielerpaares Emma Thompson und Greg Wise geboren.
Zusammen mit ihrer Mutter stand sie unter anderem für den 2015 erschienenen Film Picknick mit Bären als Becca vor der Kamera. In Episodenrollen war sie 2022 in Silent Witness sowie 2023 in The Chelsea Detective als Emma Frankland zu sehen. Als Synchronsprecherin lieh sie in der englischsprachigen Fassung von Der Herr der Ringe: Die Schlacht der Rohirrim (2024) Prinzessin Héra ihre Stimme. In dem Anfang August 2025 beim Locarno Film Festival uraufgeführten Thriller The Dead of Winter spielte sie die Rolle der Babs, während ihre Mutter diese Rolle in höherem Alter verkörperte.
In den deutschsprachigen Fassungen wurde sie von Franciska Friede in Picknick mit Bären sowie von Zalina Sanchez Decke in The Chelsea Detective synchronisiert.

## Filmografie (Auswahl)

### Als Schauspielerin
- 2008: Liebe auf den zweiten Blick
- 2015: Picknick mit Bären (A Walk in the Woods)
- 2022: Silent Witness (Fernsehserie, Folge History – Part One)
- 2023: The Chelsea Detective (Fernsehserie, Folge The Reliable Witness)
- 2024: Danced (Kurzfilm)
- 2025: The Dead of Winter

### Als Synchronsprecherin
- 2024: Der Herr der Ringe: Die Schlacht der Rohirrim (The Lord of the Rings: The War of the Rohirrim)